# Club Hielo Madrid
El Club Hielo Madrid va ser un club d'hoquei sobre gel de la ciutat de Madrid. Va ser creat l'any 1972 en motiu de la primera edició del Campionat d'Espanya. L'equip madrileny aconseguiria el subcampionat d'aquella primera edició, que finalment s'adjudicaria la Reial Societat SS.
Ben aviat el CH Madrid es va desplaçar a disputar els seus partits a Boadilla del Monte, on fins i tot passa a denominar-se CH Boadilla. Finalment, l'any 1997 s'instal·la a Majadahonda, on tampoc acaben d'assentar-se, retornant de nou a Boadilla i a la denominació de Club Hielo Madrid. Finalment, l'any 2006 el club desapareix, si bé sorgeix un club de veterans que en mantè viva l'essència.